# Џоген (Хејан период)
Џоген (貞元) је јапанска ера (ненко) која је настала после Тенен и пре Тенген ере. Временски је трајала од јула 976. до новембра 978. године и припадала је Хејан периоду. Владајући монарх био је цар Енџу.

## Важнији догађаји Џоген ере
- 11. јун 976. (Џоген 1, једанаести дан петог месеца): Царска палата је уништена у великом пожару.[3]
- 20. децембар 977. (Џоген 2, осми дан једанаестог месеца): Фуџивара но Канемичи умире у 51 години.[4]